# Ottilie Assing
Ottilie Davida Assing (Hamburgo, 11 de febrero de 1819 - París, 21 de agosto de 1884) fue una feminista, librepensadora y abolicionista alemana del siglo XIX.

## Primeros años de vida
Nacida en Hamburgo, Ottilie Assing era la hija mayor de un famoso físico judío, David Assur, que se había convertido al cristianismo y había cambiado su apellido por el de "Assing",  y de Rosa Maria Varnhagen Assing, poetisa y amiga de otras escritoras, como Clara Mundt y Fanny Lewald, además de una persona famosa en los círculos liberales que apoyaban la revolución alemana de 1848-1849. Su tía, Rahel Varnhagen, poseía uno de los salones literarios más famosos de Europa.
Tras la muerte de sus padres y el Gran Incendio de Hamburgo de 1842, Assing y su hermana Ludmilla se marcharon a vivir con su tío Karl August Varnhagen von Ense, activista revolucionario y famosa figura literaria. Su esposa, y tía de Assing, Rahel Varnhagen, reconocida escritora judía, había fallecido ya hacía tiempo. Ottilie dejaría la casa para no regresar jamás, tras varias disputas con su tío.

## Carrera y vida personal
En 1852 emigró a los Estados Unidos y se asentó en Nueva York y, más adelante, en Hoboken, Nueva Jersey. Se mantenía económicamente escribiendo artículos para el Morgenblatt für gebildete Leser y utilizó un seudónimo masculino.
Assing quedó impresionada tras leer la autobiografía "Narrativa de la vida de Frederick Douglass" (Narrative of the Life of Frederick Douglass). En 1856 viajó a Rochester para una entrevista con el autor, Douglass, con el que forjó una amistad rápidamente. Durante los siguientes 28 años acudirían juntos a algunas reuniones y convenciones. Al principio Assing escribía textos sobre cultura y de interés general, pero pronto sus escritos se centrarían en el movimiento abolicionista. Durante su estancia en Europa intentando reclamar la herencia de su hermana (incluyendo los documentos de su madre y los Varnhagen), Assing leyó en un periódico que Douglass había contraído matrimonio con su secretaria, una mujer blanca y veinte años más joven, Helen Pitts. Por aquel entonces, ya había sido diagnosticada con cáncer de mama. 
En 1884, Ottilie Assing se suicidó en un parque público de París tras ingerir cianuro. Se quemó toda su correspondencia con Douglass y este recibió su escasa herencia, según el testamento que Assing había dejado en su habitación del hotel. La mayor parte de la fortuna familiar había sido regalada a otros, por un capricho de su hermana.

## Trabajos
- Ottilie Assing:  Jean Baptiste Baison. A Biography, 1851 , Verlag Meissner y Schirges, 1851, 126 p ([* http://sammlungen.ulb.uni-muenster.de/um/content/pageview/1870542 Digitalisat *]); Reimpresión por Nabu-Prensas, 2012, ISBN 978-1272741174, 142 S.
- Frederick Douglass: Slavery and freedom. Autobiografía del inglés proporcionada por Ottilie Assing. Hoffmann y Campe, Hamburgo 1860. Digitalisat .
- Varios artículos e informes políticos anónimos: Telegraph for Germany; Seasons; Morning Journal for educated readers; Süddeutsche Post; Journal of Fine Arts; the German-American Conversations-Lexikon (Nueva York, 1870), así como publicaciones periódicas de la socialdemocracia alemana.
- Christoph Lohmann (eds.): Radical Passion. Ottilie Assing's reports from America and letters to Frederick Douglass. Long, Nueva York u. Un. 1999, ISBN 0-8204-4526-6.

## Lecturas complementarias
- Su correspondencia con Douglass y sus artículos en los Estados Unidos han sido publicados en Radical Passion, editado, traducido y presentado por Christopher Lohmann.[4]
- From German Cultural Criticism to Abolitionism: Ottilie Assing: "Zealous to give vent to her gall" (2002) de Britta Behmer.
- Love Across The Color Lines, de Maria Diedrich (Hill and Wang, 1999), una biografía muy especulativa sobre Assing que se centra en su relación con Douglass.
- Douglass' Women: A Novel, por Jewell Parker Rhodes (Washington Square Press, 2003). En este trabajo de ficción histórica ambicioso las pasiones de Douglass cobran vida en la forma de dos mujeres: Anna Murray-Douglass y Ottilie Assing.[5]